# Mark Price
Pour les articles homonymes, voir Price.
Mark Price, né William Mark Price le 15 février 1964 à Bartlesville en Oklahoma (États-Unis), est un joueur américain de basket-ball. Il joue durant douze ans en NBA pour les Cavaliers de Cleveland, les Bullets de Washington, les Warriors de Golden State et le Magic d'Orlando.
En 2006, il est brièvement entraîneur des South Dragons en Australie dans la National Basketball League. Il occupe ensuite le poste d'assistant dans différentes franchises NBA.
Son frère Brent Price a également évolué en NBA de 1992 à 2002.

## Carrière de joueur
Le meneur de jeu d'1,83 m formé à Georgia Tech dément les critiques qui le trouvent trop lent, trop petit et trop faible pour le haut niveau. Choisi au premier rang du second tour (25e au total) par les Mavericks de Dallas lors de la draft 1986, il est immédiatement transféré aux Cavaliers de Cleveland permettant à l'équipe d'en faire une puissance de la Conférence Est.
Price est connu comme l'un des tireurs les plus réguliers. Il termine sa carrière avec un pourcentage de réussite aux lancers-francs de 90,4 %, faisant de lui, à la fin de sa carrière, le meilleur joueur dans cette statistique de l'histoire de la ligue (et 3ème actuellement), et un pourcentage de réussite aux tirs à 3 points de 40 %. Lors de la saison 1988-89, Price devient l'un des rares joueurs, avec Larry Bird, Reggie Miller, Steve Nash, Dirk Nowitzki, Kevin Durant et Stephen Curry à tirer à au moins 40 % à 3 points, 50 % aux tirs et 90 % aux lancers-francs. Price est le deuxième meilleur passeur de l'histoire des Cavs (derrière LeBron James) avec 4 206 passes décisives, remporte à deux reprises le Three-point Shootout (avec 25 points, égalant le record de Larry Bird et Craig Hodges) et participe à quatre reprises au NBA All-Star Game. Price est nommé dans la All-NBA First Team lors de la saison 1992-1993.
Il fait partie de la Dream Team 2 qui remporte les championnats du monde de basket-ball de 1994 à Toronto avec des joueurs comme Shaquille O'Neal, Alonzo Mourning, Dominique Wilkins, Shawn Kemp.
Sa fin de carrière est perturbée par les blessures, un des facteurs qui entraînent son transfert aux Washington Bullets au début de la saison 1995-96. Il joue une saison pour Washington avant de partir aux Warriors de Golden State et plus tard au Magic d'Orlando, où il joue sa dernière saison. Il prend sa retraite en 1998. Peu après, le numéro 25 de Price est retiré par les Cavaliers de Cleveland.
La ville de Enid, Oklahoma, a construit une salle de basket-ball qui se nomme Mark Price Arena, car Price est l'un des joueurs les plus marquants de l'histoire du lycée d'Enid.

## Carrière d'entraîneur
En mars 2006, Price est choisi comme entraîneur de l'équipe de la ligue australienne NBL des South Dragons, une nouvelle franchise de la saison 2006-07.
Le 23 octobre 2006, Mark Price est écarté des South Dragons, le capitaine Shane Heal étant promu à la position de joueur-entraîneur. Le bilan de Price avec les South Dragons est de 0 victoire-5 défaites.

## Records sur une rencontre en NBA
Les records personnels de Mark Price en NBA sont les suivants :
| Record de la franchise |

| Type de statistique        | Saison régulière | Saison régulière       | Saison régulière | Playoffs | Playoffs              | Playoffs      |
| Type de statistique        | Record           | Adversaire             | Date             | Record   | Adversaire            | Date          |
| -------------------------- | ---------------- | ---------------------- | ---------------- | -------- | --------------------- | ------------- |
| Points                     | 39               | SuperSonics de Seattle | 12 décembre 1992 | 35       | Nets du New Jersey    | 23 avril 1992 |
| Paniers marqués            | 14               | SuperSonics de Seattle | 12 décembre 1992 | 11       | 3 fois                | 3 fois        |
| Paniers tentés             | 24               | @ Kings de Sacramento  | 7 mars 1989      | 19       | Nets du New Jersey    | 23 avril 1992 |
| Paniers à 3 points réussis | 7                | Celtics de Boston      | 26 décembre 1994 | 5        | Nets du New Jersey    | 23 avril 1992 |
| Paniers à 3 points tentés  | 11               | 2 fois                 | 2 fois           | 11       | Nets du New Jersey    | 23 avril 1992 |
| Lancers francs réussis     | 18               | 2 fois                 | 2 fois           | 16       | Knicks de New York    | 1er mai 1995  |
| Lancers francs tentés      | 20               | Bulls de Chicago       | 28 mars 1990     | 16       | Knicks de New York    | 1er mai 1995  |
| Rebonds offensifs          | 5                | @ Pacers de l'Indiana  | 27 janvier 1990  | 3        | 2 fois                | 2 fois        |
| Rebonds défensifs          | 7                | 2 fois                 | 2 fois           | 4        | 8 fois                | 8 fois        |
| Rebonds totaux             | 11               | Spurs de San Antonio   | 15 janvier 1990  | 6        | 2 fois                | 2 fois        |
| Passes décisives           | 20               | Hawks d'Atlanta        | 4 avril 1990     | 18       | 76ers de Philadelphie | 3 mai 1990    |
| Interceptions              | 6                | 4 fois                 | 4 fois           | 6        | Nets du New Jersey    | 1er mai 1993  |
| Contres                    | 2                | 3 fois                 | 3 fois           | 1        | 5 fois                | 5 fois        |
| Balles perdues             | 9                | @ Heat de Miami        | 13 avril 1995    | 9        | @ Knicks de New York  | 29 avril 1995 |
| Minutes jouées             | 51               | @ Hawks d'Atlanta      | 13 avril 1993    | 48       | @ Bulls de Chicago    | 5 mai 1989    |